# Récupération rapide après chirurgie
La récupération rapide des patients après chirurgie (RRAC), également appelée réhabilitation précoce, « Fast-Track-Chirurgie » ou en anglais : enhanced recovery after surgery (ERAS), vise la reprise d'une autonomie active et complète du patient, le plus rapidement possible après sa chirurgie. C’est une médecine fondée sur les faits, validée par des publications scientifiques dont une méta-analyse d'essais randomisés contrôlés qui a prouvé qu'elle réduit de 30 % la durée de séjour et de 50 % les complications péri-opératoires pour la chirurgie colo-rectale. Chaque étape, chaque soin y est optimisé et organisé autour de l’opéré. Elle a été initialement développée par le Pr Henrik Kehlet et ses collaborateurs au Danemark en 1995 pour la chirurgie colique,.
La récupération rapide après chirurgie se combine idéalement avec les techniques chirurgicales mini-invasives telles que la cœlioscopie.

## Élaboration

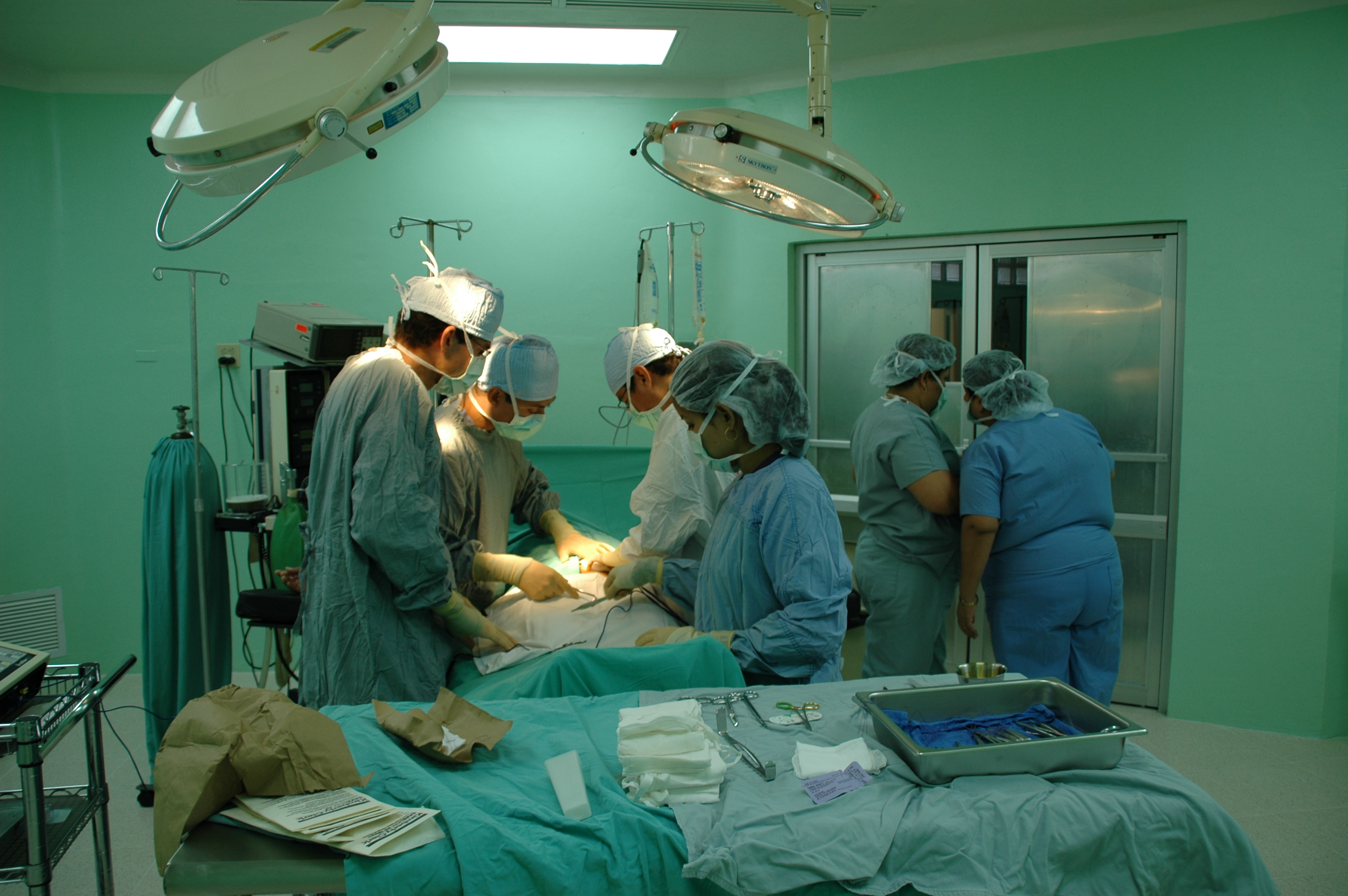
Équipe médico-chirurgicale autour du patient.

Kehlet a eu l'intuition que de nombreuses étapes de la prise en charge classique en chirurgie reposaient plus sur le poids des habitudes et sur les traditions que sur une analyse systématique des bénéfices (service médical rendu) apportés aux patients. Il a donc entrepris d'analyser chacune de ces étapes et de rechercher quel était le niveau de preuve scientifiquement publié justifiant la présence ou l'absence d'une étape donnée dans les protocoles utilisés. Il a pu, à l'occasion de différentes publications, prouver que de nombreux actes réalisés étaient inutiles ; l'exemple le plus flagrant étant la préparation mécanique colique qui est non seulement inutile mais délétère pour la plupart des patients opérés du côlon,,,.
L'autre pilier de la réflexion de Kehlet est l'association du patient à ses soins. Dans le schéma classique, le patient a une posture « passive ». Les décisions sont prises par les praticiens. Le patient est informé, dans le meilleur des cas, des décisions prises. Dans la récupération rapide après chirurgie, le patient reçoit une information beaucoup plus approfondie sur les différents temps du traitement. Il connaît les objectifs que se fixe avec lui l'équipe médico-chirurgicale, exemples : lever le jour de l'intervention, pouvoir marcher une certaine distance le lendemain de l'intervention, s'alimenter le soir même de l'intervention, sortie 3 jours après l’intervention, etc. Le patient est donc réellement un moteur de sa propre réhabilitation et peut influencer les décisions en fonction de ses propres sensations et du retour d'information qu'il donne aux professionnels de santé.
Un autre aspect de la RRAC est la notion de pluridisciplinarité de la prise en charge, au-delà du binôme habituel chirurgie-anesthésiste, il associe le personnel infirmier, les kinésithérapeutes, les diététiciens, etc. Chacun va apporter ses compétences de façon coordonnée pour atteindre les objectifs fixés et communiquer pour ajuster la prise en charge si besoin.
Cette pluridisciplinarité se trouve formalisée sous forme de protocoles de soins rigoureux dont l'exécution est régulièrement évaluée.

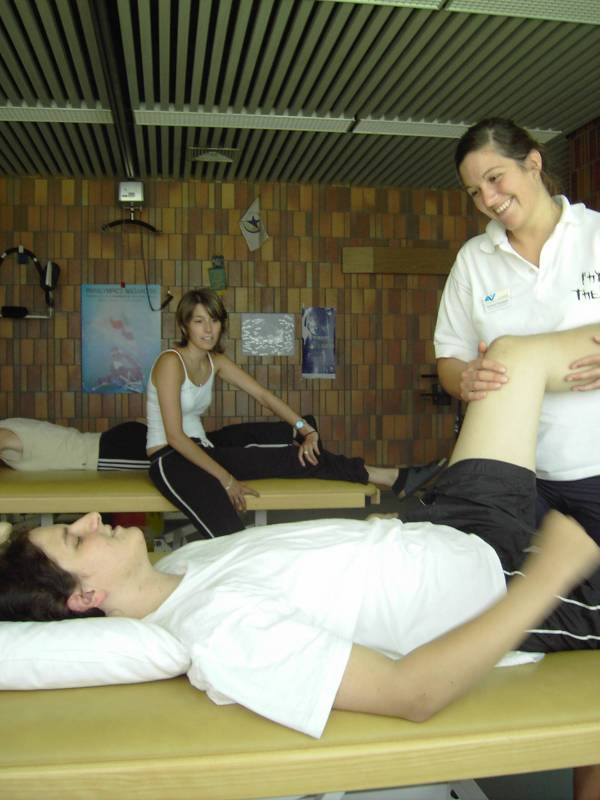
Mobilisation rapide du patient par un masseur-kinésithérapeute après l'intervention chirurgicale.

Un des effets spectaculaires de la mise en œuvre de la RRAC est la réduction de la durée du séjour du patient dans la structure hospitalière. Les patients peuvent sortir dès le 3e ou 4e jour pour la plupart des interventions protocolisées en RRAC (prothèse de genou, prothèse  de hanche, prostatectomie, colectomie partielle pour cancer du côlon…).
La reprise rapide d'une alimentation normale, de la marche et plus généralement du retour à l'autonomie du patient lui permet non seulement de rentrer plus rapidement à la maison, mais aussi de pouvoir mieux gérer ce retour à domicile hors du cocon protecteur de l'hôpital ou de la clinique.
Kehlet indique d'ailleurs dans ses publications la question que doit se poser tous les jours le médecin qui consulte ses patients hospitalisés : « qu'est-ce qui fait que ce patient ne peut pas rentrer à la maison ? »
Un des effets bénéfiques supplémentaires d'une durée de séjour courte est la réduction du risque d'infection nosocomiale (contractée pendant le séjour à l'hôpital).

## Principes
Le concept de récupération rapide des patients après une chirurgie a été introduit par l’équipe de Kehlet en 1995 pour la chirurgie colique,. Il vise à réduire le stress physique et psychique lié à l'intervention en prévenant les dysfonctions organiques secondaires de la chirurgie telles que les nausées, vomissements, iléus paralytique postopératoire ou la douleur, permettant au patient de récupérer plus vite ses capacités.
Concrètement, il repose sur une combinaison de mesures : jeûne préopératoire limité, prévention de l’hypothermie, analgésie multimodale au plus proche de la source, gestion individualisée des apports liquidiens, utilisation limitée de drains, utilisation limitée de sondage urinaire et naso-gastrique, réalimentation précoce, mobilisation rapide,… C’est l’ensemble de ces mesures et la coordination de l’équipe de prise en charge qui permet au patient de retrouver plus vite son autonomie. La RRAC a ainsi permis de réaliser des interventions chirurgicales "lourdes" (prothèse de genou, prothèse de hanche, cure de cancer colique) en chirurgie ambulatoire alors que cette dernière était historiquement plutôt centrée sur des gestes plus légers.
L'ensemble de l'organisation est formalisé sous forme de procédures et protocoles standardisés. Ils suivent la trajectoire du patient et prennent souvent le nom de chemin clinique. Ce chemin clinique comprend par exemple les documents d'information qui seront remis au patient et les scores qui permettent d'évaluer son état et de décider de sa sortie.
Les publications scientifiques montrent que la satisfaction des patients est excellente et que les taux de complications et réadmissions sont identiques (voire meilleurs) qu’avec une prise en charge traditionnelle,,. Finalement, le patient retrouve un confort plus rapidement et la durée d’hospitalisation ainsi que les coûts diminuent. 
Ses avantages sont aujourd’hui bien démontrés par la littérature pour plusieurs types de chirurgie (notamment les chirurgies digestive, urologique, orthopédique),,,. Cette approche est plébiscitée aujourd’hui par le National Health service (NHS) et est devenue la norme en Grande Bretagne.  Depuis la fin 2011, la récupération rapide après chirurgie pour la prothèse totale de hanche et la prothèse du genou, unicompartimentale et totale, bénéficie ainsi d'une tarification spéciale en Grande-Bretagne dans le cadre des « best practice tariffs ». Cette tarification, majorée par rapport à la prise en charge « classique », vise à promouvoir la technique. Un nombre croissant de centres adopte également la récupération rapide après chirurgie à travers le monde mais en 2014 elle reste confidentielle en France, malgré les preuves de son efficience. L'adaptation des tarifs des séjours payés aux hôpitaux et aux cliniques avec la suppression des "bornes basses" de niveau 1 depuis le 1er mars 2014 devrait favoriser son développement.
Outre son efficience prouvée pour le patient, la récupération rapide bénéficie aussi à la collectivité car elle permet de réduire le coût des prises en charge. Dans les pays où elle est largement diffusée, elle réduit le nombre de lits de chirurgie nécessaires pour faire face à la demande de la population du fait de la baisse de la durée moyenne de séjour, sans que les dépenses soient reportées sur la médecine de ville ou les centres de rééducation. Les ressources ainsi libérées peuvent donc être consacrées à d'autres besoins sanitaires.